# 三山岛 (苏州)
三山岛位于苏州市吴中区西部太湖中的一个小岛，面积1.8 平方公里，主峰海拔81.2米。行政上属于苏州市吴中区东山镇三山村。岛上旧有十景，现存板壁峰、十二生肖石、姑亭、三峰寺等。
三山岛是太湖石的产地，多奇石，如叠石、金鸡石、香炉石、牛背石、十二生肖石等，板壁峰则是一块宽约20米、高10余米的峭岩奇石。
2013年4月12日，成为吴中太湖旅游区东山景区的一部分。